# Eduard von Zambaur
Eduard Karl Max Ritter von Zambaur (* 11. Mai 1866 in Podgórze bei Krakau; † 10. Oktober 1947 in Graz) war ein österreichischer Offizier, Orientalist und Numismatiker.

## Leben
Nach dem Besuch der Militär-Unterrealschule in Güns und der Militär-Oberrealschule in Mährisch-Weißkirchen absolvierte er 1880 bis 1883 die Theresianische Militärakademie in Wiener Neustadt. 1886 wurde er Leutnant, 1890 Oberleutnant. Von 1890 bis 1893 war er als Lehrer an der Infanterie-Kadettenschule in Wien tätig, seit 1897 an der Theresianischen Militärakademie, 1913 wurde er an die Militär-Oberrealschule in Marburg an der Drau versetzt.
Neben seiner Militärtätigkeit besuchte er 1890–1892 und 1893–1895 die K.k. Akademie für Orientalische Sprachen in Wien, wo er Arabisch, Türkisch und Persisch lernte. Während des Ersten Weltkriegs war er dem österreichischen Militärbevollmächtigten in Konstantinopel zugeteilt und wurde 1917 zum Oberst befördert. 1919 wurde er in den Ruhestand versetzt. Von 1920 bis 1925 war er als Leiter des Übersetzungsdienstes bei der Reparationskommission, Sektion Österreich, tätig.
Von Zambaur interessierte sich nicht nur für orientalische Sprachen, sondern auch für die Geschichte und vor allem die Münzen der islamischen Völker. Auf diesem Gebiet wurde er zu einer anerkannten Autorität. Für seine Verdienste um die islamische Numismatik erhielt er 1928 die Archer M. Huntington Medal und 1947 die Medaille der Royal Numismatic Society.

## Schriften
- Manuel de généalogie et de chronologie pour l'histoire de l'Islam. Librairie Orientaliste Lafaire, Hannover 1927.
- Die Münzprägungen des Islams. Zeitlich und örtlich geordnet. Band 1: Der Westen und Osten bis zum Indus. Mit synoptischen Tabellen. Herausgegeben von Peter Jaeckel. Steiner, Wiesbaden 1968.

## Österreichische Militärauszeichnungen (Stand 31. Dezember 1918)
- Militär-Jubiläumskreuz 1908
- Militär-Jubiläumsmedaille 1898
- Dienstzeichen für Offiziere III. Klasse
- Bronzene Militär-Verdienstmedaille, Kriegsdekoration
- Silberne Militär-Verdienstmedaille, Kriegsdekoration
- Militärverdienstkreuz III. Klasse
- Orden der Eisernen Krone Ritter III. Klasse